# Wasque
Wasque (gesprochen „way-skwee“) ist ein 200 Acres (0,8 km²) umfassendes Naturschutzgebiet auf der Insel Chappaquiddick im Bundesstaat Massachusetts der Vereinigten Staaten. Es wird von der Organisation The Trustees of Reservations verwaltet.

## Geschichte
Bereits die Indianer siedelten in dem Gebiet während der wärmeren Monate. Das Wort „Wasque“ bedeutet in der Algonkin-Sprache etwa so viel wie „das Ende“, was sich mutmaßlich auf die Küstenlage des Gebiets bezieht. Die europäischen Siedler erreichten diesen Teil der Neuen Welt frühestens 1750, also mehr als 100 Jahre nach ihrer Landung. Aufgrund von Grundstücksspekulationen im späten 19. Jahrhundert wurden umfangreiche Bebauungs- und Entwicklungspläne entwickelt, die jedoch nie realisiert wurden. Eins dieser Konzepte war „Chappaquiddick-by-the-Sea“, das insgesamt 750 jeweils 0,25 Acres (0,1 ha) große Parzellen vorsah, die in einem Raster entlang geplanter Straßen angeordnet waren. Tatsächlich wurden jedoch bis zur Einrichtung des Schutzgebiets nur wenige Häuser errichtet.

## Schutzgebiet
Wasque ist Teil eines beinahe 1.000 Acres (4 km²) umfassenden Konzepts von Schutzgebieten, zu denen auch das Cape Poge Wildlife Refuge, Mytoi und der Norton Point Beach gehören. Das Gebiet wird jedoch durch seismische Aktivitäten kontinuierlich von der Natur verändert, und auch der Ozean erodiert fortwährend die Küste. Zudem verursachte ein Sturm im April 2007 eine Zweiteilung des Norton Point Beach, und die Bruchstelle wandert langsam in Richtung Wasque Point. Es wird erwartet, dass auf diese Weise eines Tages der Strand wieder mit der südöstlichen Ecke von Chappaquiddick verbunden wird.
In dieser Veränderung werden jedoch auch Chancen gesehen, da durch den Durchbruch der Hafen von Edgartown im Zusammenspiel mit den Gezeiten von angesammeltem Schlamm befreit und neuer Sand angelagert wird. Dies soll dem einheimischen privaten und kommerziellen Fang von Schalentieren zu neuem Leben verhelfen. Die Gegend ist ebenfalls beliebt, um Barsche und Blaufische zu angeln. Außerdem können Schnepfenvögel, Gelbfuß-Regenpfeifer, Seeschwalben und andere Küstenvögel beobachtet werden. Die Pflanzen ziehen Schmetterlinge und Motten wie den Trauermantel, Monarchfalter, Colias und den Admiral an.